# Parachordodes modestus
Parachordodes modestus är en tagelmaskart som beskrevs av Spiridonov 1989. Parachordodes modestus ingår i släktet Parachordodes och familjen Chordodidae. Inga underarter finns listade i Catalogue of Life.